# 天峰坪镇
天峰坪镇，是中华人民共和国山西省忻州市偏关县下辖的一个乡镇级行政单位。2021年5月，撤销天峰坪镇，整建制并入新关镇。

## 行政区划
天峰坪镇下辖以下地区：
天峰坪村、黑豆埝村、关河口村、吕家窑村、紫金山村、柴家岭村、尖气湾村、欧梨嘴村、杨家岭村、小蒜沟村、小偏头村、闫家沟村、梨园村、寺沟村、担水沟村和桦林堡村。